# Saint-Laurent-le-Minier
Saint-Laurent-le-Minier este o comună în departamentul Gard din sudul Franței. În 2009 avea o populație de 364 de locuitori.

## Evoluția populației
| An        | 1975 | 1982 | 1990 | 1999 | 2006 | 2009 |
| --------- | ---- | ---- | ---- | ---- | ---- | ---- |
| Populație | 448  | 384  | 340  | 362  | 363  | 364  |